# 蚂蚱腿子
蚂蚱腿子（学名：Myripnois dioica），又名万木花，为菊科蚂蚱腿子属的唯一一种植物，是中国的特有植物。分布于中国大陆的华北、东北等地，见于山坡和林缘路旁。

## 特征
它是菊科罕见的雌雄异株植物（全雌花和两性花），四月中旬至五月开花，两性花颜色不同，雌花紫红色，两性花白色。
它一种落叶灌木，也是菊科唯一的木本植物。高50至80厘米。耐旱、耐盐碱。